# Viktor Strniště
Viktor Strniště (17. listopadu 1902, Třebíč – 31. května 1976, Třebíč) byl český atlet – běžec. Jeho bratrem dvojčetem byl atlet Jindřich Strniště.

## Biografie
V roce 1922 začal působit spolu s bratrem v SK Achilles Třebíč, v témže roce reprezentoval i atletický klub města Brna. V roce 1923 působil v klubu SK Prostějov a témže roce zaběhl československý rekord na 800 metrů, v téže trati se stal juniorským přeborníkem republiky. V roce 1924 přestoupil do brněnského klubu SK Židenice a následně překonal v roce 1925 a 1926 rekord na 1000 metrů. V roce 1926 překonal rekord na 1500 metrů. V brněnském klubu působil až do roku 1930 či 1931. V roce 1932 pak působil v klubu AC Sparta. Následně pak působil jako prodavač sportovních potřeb v Brně. Kolem roku 1931 začal vydávat časopis Československý sport, který vycházel v Brně do roku 1933.
Působil i jako atlet v mezinárodních utkáních, kde reprezentoval republiku, celkem se účastnil 10 mezinárodních utkání.

## Citát
| „                                    | Souhlasím s názorem, že závodní atletika je vášní a každý atlet, každý dobrý atlet, by měl mít závodnickou povahu. Jsou to běžné lidské vlastnosti, jako je ctižádostivost, touha zvítězit, rvavost a také i nervozita. Ale to není všechno, je tu ještě jedna maličkost, kterou je mít potřeba stále a všude. Je to vůle. Jednak je to běžná vůle v tréninku a při životosprávě, ale ta nejdůležitější je bojovná závodní vůle, kterou si my atleti vytváříme svou přítomností v závodní atmosféře nabité elektřinou, plné nervózního očekávání. Je naší povinností, tedy povinností atleta, aby strhl diváka, a to se mu podaří, jen když do závodu od startu až do cíle vydá celé své Já. | “ |
| — Viktor Strniště, Třebíč a Královna | |   |